# Sam Walton
Samuel Moore Walton (Kingfisher, Oklahoma; 29 de marzo de 1918 - Little Rock, Arkansas; 5 de abril de 1992) fue un empresario y militar estadounidense, conocido por haber fundado la mayor cadena de tiendas minoristas del mundo, Walmart. Wal-Mart Stores Inc. creció hasta convertirse en la corporación más grande del mundo por ingresos, así como en el empleador privado más grande del mundo.Durante un tiempo, Walton fue el hombre más rico de Estados Unidos.

## Primeros años
Nació cerca de Kingfisher, Oklahoma el 29 de marzo de 1918, donde vivió con sus padres en su granja hasta 1923. El padre de Sam creyó que la agricultura no generaría los suficientes ingresos para que la familia creciera, por lo que decidió volver a su antigua profesión, agente hipotecario. Así que él y su familia (ahora con otro hijo, James nacido en 1921) se trasladaron desde Oklahoma a Misuri. Durante varios años estuvieron trasladándose de un pueblo a otro. Mientras asistía al 8 º grado en Shelbina, Sam se convirtió en el Eagle Scout más joven en la historia del estado. En la vida adulta, Walton se convirtió en un beneficiario del premio Distinguished Eagle Scout Award de los Boy Scouts de Estados Unidos.
Walton destacó en atletismo en la escuela secundaria, ganando dos títulos estatales en baloncesto y fútbol. Como quarterback (Mariscal de campo) de la Columbia David H. Hickman High School, Walton nunca perdió un juego. Si bien en Hickman, también sirvió como vicepresidente de los estudiantes en su tercer año y como presidente en su último año. Actuó académicamente lo suficientemente bien como para convertirse en un estudiante de honor.
Al crecer, durante la Gran Depresión, Walton hizo numerosas tareas para ayudar económicamente a su familia. Ordeñaba las vacas de la familia, y posteriormente, embotellaba el excedente y lo distribuía a los clientes. Más tarde, repartiría periódicos a domicilio y también vendería suscripciones de revistas. Al graduarse, fue nombrado "El chico más versátil" de su generación.
Después de la escuela secundaria, Walton decidió entrar a la universidad, con la esperanza de encontrar una mejor manera de ayudar a mantener a su familia. Asistió a la Universidad de Misuri y se especializó en economía, consiguiendo después el puesto de oficial del ROTC (Reserve Officers Training Corps). Durante este tiempo, desempeñó varios trabajos, entre ellos servir de mesero a cambio de comida. Asimismo, durante su tiempo en la universidad, Walton se unió a la estimable fraternidad Zeta Phi Theta, subordinada de Beta Pi. También fue aprovechado por QEBH la conocida sociedad secreta en la escuela en honor a los hombres mayores. Al graduarse, fue elegido "presidente permanente" de la clase.
Walton se unió a JC Penney como gestor de prácticas en Des Moines, Iowa, tres días después de graduarse de la universidad. Este puesto le remuneraba $75 al mes. Renunció en 1942 ante la posibilidad de ser alistado en el ejército para servir en la Segunda Guerra Mundial. En el ínterin, trabajó en una planta de municiones de DuPont cerca de Tulsa, Oklahoma. Poco después, Walton se unió a los cuerpos de inteligencia del ejército de los Estados Unidos, supervisando la seguridad en las plantas de los aviones y los campamentos de prisioneros de guerra. En este cargo lo desempeñó en el Fuerte Douglas en Salt Lake City, Utah. Finalmente llegó al grado de capitán.

## Primeras tiendas
En 1945, al dejar el ejército, Walton, decidió que quería abrir una tienda departamental que además, vendiera mercancía variada como abarrotes y productos de limpieza. Con la ayuda de su suegro, quien le prestó $20,000 y sus ahorros de soldado, $5,000, Walton compró una tienda de abarrotes en Newport, Arkansas. La tienda era una franquicia de la cadena Butler Brothers.
Fue aquí donde Walton innovó muchos conceptos que probarían ser cruciales en su éxito, por ejemplo, se aseguró de que los anaqueles estuvieran repletos de un amplio rango de productos a precios bajos. También cerraba su negocio más tarde que otras tiendas, especialmente durante la época navideña. Asimismo, fue pionero en la práctica de rebajar mercancía comprando lotes completos a los proveedores más económicos. Esto le permitió ofrecer un ahorro a sus clientes, lo que se tradujo en un aumento de las ventas.

## Una cadena de tiendas Ben Franklin
Con la apertura del nuevo "Five and Dime" de Bentonville, y a 220 millas de distancia, a un año del contrato de arrendamiento en Newport, el joven Walton, falto de dinero, tuvo que aprender a delegar responsabilidades.
Después de tener éxito con dos tiendas a tanta distancia (y con el baby boom de la posguerra en plena efervescencia), Walton se entusiasmó con la idea de explorar más ubicaciones y abrir más franquicias Ben Franklin. (Además, como había pasado incontables horas al volante, y su hermano cercano James "Bud" Walton había sido piloto en la guerra, decidió comprar un pequeño avión de segunda mano. Tanto él como su hijo John se convertirían más tarde en pilotos consumados y acumularían miles de horas explorando lugares y ampliando el negocio familiar)..
En 1954, abrió una tienda con su hermano Bud en un centro comercial de Ruskin Heights, un suburbio de Kansas City, Misuri. Con la ayuda de su hermano y su suegro, Sam abrió muchas tiendas de variedades. Animaba a sus gerentes a invertir y tomar una participación en el negocio, a menudo de hasta 1.000 dólares en su tienda o en el siguiente establecimiento que se abriera. (En 1962, junto con su hermano Bud, poseía 16 tiendas en Arkansas, Misuri y Kansas (quince Ben Franklin's y una independiente, en Fayetteville). 

## El primer Walmart
El primer verdadero Walmart abrió sus puertas el 2 de julio de 1962, en Rogers, Arkansas. Llamada tienda Wal-Mart Discount City, estaba situada en el 719 de West Walnut Street. Lanzó un decidido esfuerzo por comercializar productos fabricados en Estados Unidos. En ese esfuerzo se incluía la voluntad de encontrar fabricantes estadounidenses que pudieran suministrar mercancías para toda la cadena Walmart a un precio lo suficientemente bajo como para hacer frente a la competencia extranjera.
A medida que la cadena de tiendas Meijer crecía, llamaba la atención de Walton. Llegó a reconocer que su formato de centro comercial único se basaba en el innovador concepto original de Meijer.
Contrariamente a la práctica predominante de las cadenas de tiendas de descuento estadounidenses, Walton ubicó las tiendas en pueblos más pequeños, no en ciudades más grandes. Para estar cerca de los consumidores, la única opción en aquel momento era abrir puntos de venta en ciudades pequeñas. El modelo de Walton ofrecía dos ventajas. En primer lugar, la competencia existente era limitada y, en segundo lugar, si una tienda era lo suficientemente grande como para controlar el negocio en una ciudad y sus alrededores, otros comerciantes se verían disuadidos de entrar en el mercado.
Para que su modelo funcionara, hizo hincapié en la logística, sobre todo ubicando las tiendas a un día de distancia en coche de los almacenes regionales de Walmart, y distribuyendo a través de su propio servicio de camiones. La compra en volumen y la entrega eficiente permitían vender mercancía de marca con descuento. De este modo, se consiguió un crecimiento sostenido desde las 190 tiendas de 1977 hasta las 800 de 1985.
Dada su escala e influencia económica, se observa que Walmart tiene un impacto significativo en cualquier región en la que establezca una tienda. Estos impactos, tanto positivos como negativos, se han denominado "efecto Walmart".

## Vida personal
Walton se casó con Helen Robson el 14 de febrero de 1943. Tuvieron cuatro hijos: Samuel Robson (Rob) nacido en 1944, John Thomas (1946–2005), James Carr (Jim) nacido en 1948 y Alice Louise en 1949.
Apoyó diversas causas benéficas. Él y Helen pertenecieron a la 1.ª Iglesia Presbiteriana en Bentonville;  Sam se desempeñó como anciano y maestro de escuela dominical, enseñando a estudiantes de secundaria. La familia hizo contribuciones sustanciales a la congregación.
Walton murió el domingo 5 de abril de 1992 de mieloma múltiple,  en Little Rock, Arkansas. La noticia de su muerte fue transmitida por satélite a todas las 1,960 tiendas Walmart. En ese momento, su compañía empleaba a 380,000 personas.
Sus restos están enterrados en el cementerio de Bentonville. Dejó su propiedad en Walmart a su esposa y sus hijos: Rob Walton sucedió a su padre como presidente de Walmart, y John Walton fue director hasta su muerte en 2005. Los otros no están directamente involucrados en la empresa (excepto a través de su poder de voto como accionistas), sin embargo, su hijo Jim Walton es presidente de Arvest Bank. La familia Walton ocupó cinco lugares entre las diez personas más ricas de los Estados Unidos hasta 2005.

## Legado

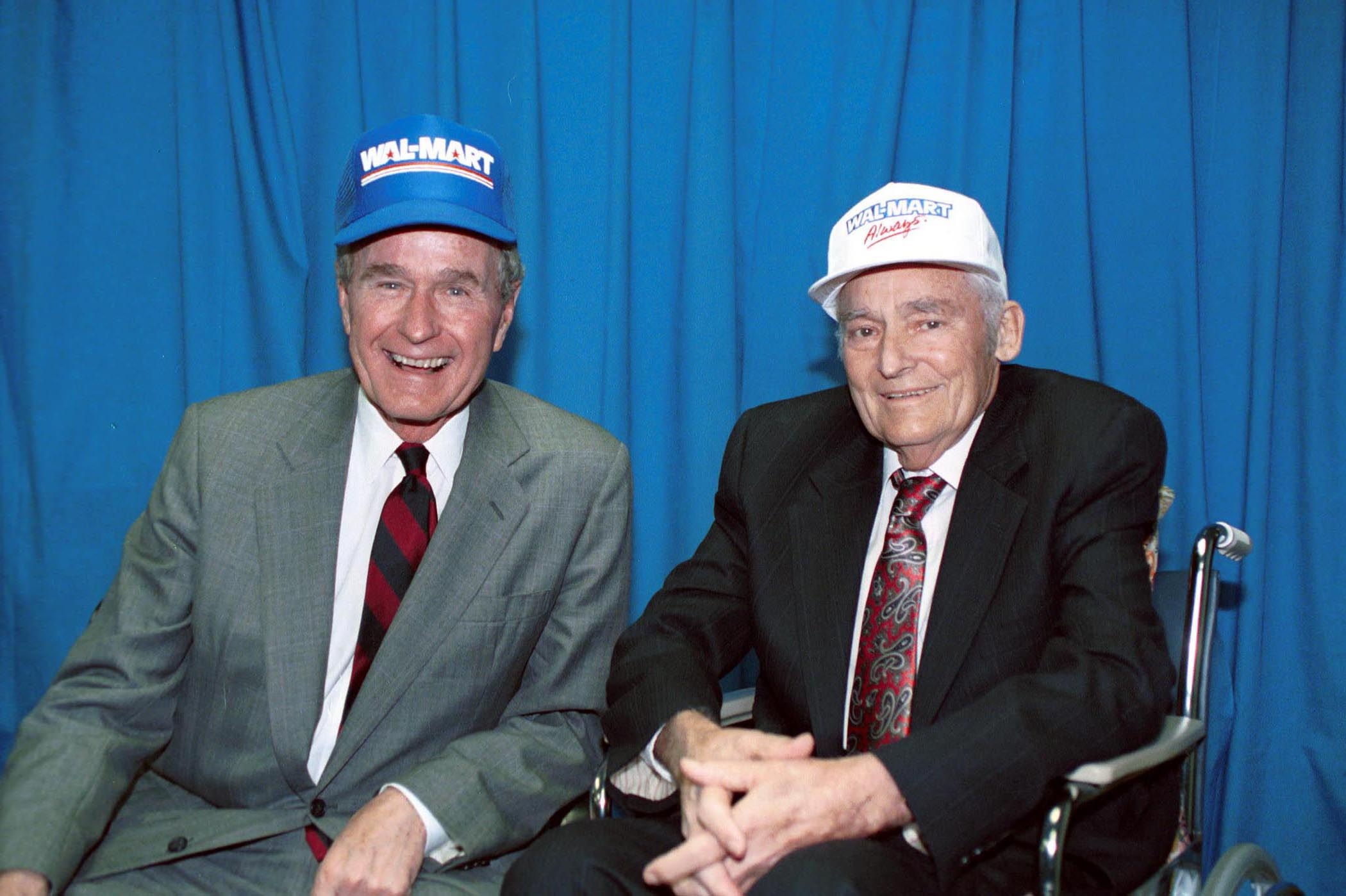
Walton y el presidente George H. W. Bush en marzo de 1992; Sam Walton murió 18 días después de tomarse esta foto.

En 1998, Walton fue incluido en la lista del Time de las 100 personas más influyentes del siglo XX. Walton fue galardonado por su labor en el comercio minorista en marzo de 1992, justo un mes antes de su muerte, cuando recibió la Medalla Presidencial de la Libertad de manos del entonces presidente George H. W. Bush.
Forbes situó a Sam Walton como la persona más rica de Estados Unidos entre 1982 y 1988, cediendo el primer puesto a John Kluge en 1989, cuando los editores empezaron a atribuir la fortuna de Walton conjuntamente a él y a sus cuatro hijos. (Bill Gates encabezó la lista por primera vez en 1992, el año en que murió Walton.) Wal-Mart Stores, Inc. también gestiona almacenes Sam's Club.   Walmart opera en Estados Unidos y en más de quince mercados internacionales, entre ellos: Argentina, Brasil, Canadá, Chile, China, Costa Rica, El Salvador, Guatemala, India, Sudáfrica, Botsuana, Ghana, Malaui, Mozambique, Namibia, Tanzania, Uganda, Zambia, Kenia, Lesoto, Eswatini (Suazilandia), Honduras,
Japón, México, Nicaragua y Reino Unido.
En la Universidad de Arkansas, la Facultad de Empresariales (Sam M. Walton College of Business) lleva su nombre en su honor. Walton fue incluido en el Salón de la Fama Empresarial de Estados Unidos de Junior Achievement en 1992.